# Осиновка (Вишневский сельсовет)
Оси́новка (бел. Асі́наўка) — деревня в Сморгонском районе Гродненской области Белоруссии. Входит в состав Вишневского сельсовета.
Расположена на северо-востоке района. Расстояние до районного центра Сморгонь по автодороге — около 26,5 км, до центра сельсовета агрогородка Вишнево по прямой — чуть менее 3,5 км. Ближайшие населённые пункты — Антосино, Бибки, Стасино. Площадь занимаемой территории составляет 0,0597 км², протяжённость границ 1470 м.

## История
Осиновка отмечена на карте Шуберта (середина XIX века) в составе Вишневской волости Свенцянского уезда Виленской губернии.
После Советско-польской войны, завершившейся Рижским договором, в 1921 году Западная Белоруссия отошла к Польской Республике и Осиновка была включена в состав новообразованной сельской гмины Вишнев Свенцянского повета Виленского воеводства. 1 января 1926 года гмина Вишнев была переведена в состав Вилейского повета.
В 1938 году Осиновка, имевшая на тот момент статус колонии, насчитывала 9 дымов (дворов) и 55 душ.
В 1939 году, согласно секретному протоколу, заключённому между СССР и Германией, Западная Белоруссия оказалась в сфере интересов советского государства и её территорию заняли войска Красной армии. Деревня вошла в состав новообразованного Сморгонского района Вилейской области БССР. После реорганизации административного-территориального деления БССР деревня была включена в состав новой Молодечненской области в 1944 году. В 1960 году, ввиду новой организации административно-территориального деления и упразднения Молодечненской области, Осиновка вошла в состав Гродненской области.

## Население
Согласно переписи население деревни в 1999 году насчитывало 5 человек.

## Транспорт
Через деревню проходит автомобильная дорога республиканского значения Р95 Лынтупы — Свирь — Сморгонь — Крево — Гольшаны.
Через Осиновку проходят регулярные автобусные маршруты:
- Сморгонь — Вишнево
- Сморгонь — Комарово
- Сморгонь — Свайгини
- Сморгонь — Свирь
- Сморгонь — Хведевичи

## Достопримечательности
В непосредственной близости от деревни находится Жодишковский заказник местного значения.